# Pheosia descherei
Pheosia descherei är en fjärilsart som beskrevs av Berthold Neumoegen 1892. Pheosia descherei ingår i släktet Pheosia och familjen tandspinnare. Inga underarter finns listade i Catalogue of Life.